# Linie 18G
| \| \| \| Ostbahnhof \| \| \| \| \| Prinz-Eugen-Straße \| \| \| \| \| \| \| \| \| \| Mommsengasse \| \| \| \| \| Südbahnhof Ankunft \| \| \| \| \| Favoritenplatz \| \| \| \| \| Radeckgasse \| \| \| \| \| Kliebergasse \| \| \| \| \| Matzleinsdorfer Platz \| \| \| \| \| Eichenstraße \| \| \| \| \| Flurschützstraße \| \| \| \| \| Steinbauergasse \| \| \| \| \| Schönbrunner Straße \| \| \| \| \| Margaretengürtel \| \| \| \| \| \| \| \| \| \| Gumpendorfer Straße \| \| \| \| \| Abzweigstelle Gumpendorfer Straße \| \| \| \| \| Mariahilfer Straße-Westbahnhof \| \| \| \| \| Burggasse \| \| \| \| \| Josefstädter Straße \| \| \| \| \| Alser Straße \| \| \| \| \| Betriebsbahnhof Michelbeuern \| \| \| \| \| \| \| \| \| \| Kreuzgasse \| \| \| \| \| Schopenhauerstraße \| \| \| \| \| Severingasse \| \| \| \| \| \| \| \| \| \| Währinger Straße-Volksoper \| \| \| \| \| Nußdorfer Straße \| \| \| \| \| \| \| \| \| \| Heiligenstadt \| \| \| \| \| \| \| |  |                                   |                                   |
| U-Bahn-Strecke von links · U-Bahn-Haltepunkt / Haltestelle quer · U-Bahn-Strecke von rechts |  | Ostbahnhof                        | Ostbahnhof                        |
| U-Bahn-Haltepunkt / Haltestelle · U-Bahn-Strecke geradeaus |  | Prinz-Eugen-Straße                | Prinz-Eugen-Straße                |
| U-Bahn-Abzweig geradeaus und von links · U-Bahn-Strecke quer · U-Bahn-Strecke nach rechts |  |                                   |                                   |
| U-Bahn-Haltepunkt / Haltestelle |  | Mommsengasse                      | Mommsengasse                      |
| U-Bahn-Haltepunkt / Haltestelle |  | Südbahnhof Ankunft                | Südbahnhof Ankunft                |
| U-Bahn-Haltepunkt / Haltestelle |  | Favoritenplatz                    | Favoritenplatz                    |
| U-Bahn-Haltepunkt / Haltestelle |  | Radeckgasse                       | Radeckgasse                       |
| U-Bahn-Haltepunkt / Haltestelle |  | Kliebergasse                      | Kliebergasse                      |
| U-Bahn-Haltepunkt / Haltestelle |  | Matzleinsdorfer Platz             | Matzleinsdorfer Platz             |
| U-Bahn-Haltepunkt / Haltestelle |  | Eichenstraße                      | Eichenstraße                      |
| U-Bahn-Haltepunkt / Haltestelle |  | Flurschützstraße                  | Flurschützstraße                  |
| U-Bahn-Haltepunkt / Haltestelle |  | Steinbauergasse                   | Steinbauergasse                   |
| U-Bahn-Haltepunkt / Haltestelle |  | Schönbrunner Straße               | Schönbrunner Straße               |
| U-Bahn-Haltepunkt / Haltestelle |  | Margaretengürtel                  | Margaretengürtel                  |
| U-Bahn-Abzweig geradeaus und nach links · Kreuzung mit U-Bahn geradeaus oben · U-Bahn-Strecke von rechts |  |                                   |                                   |
| U-Bahn-Haltepunkt / Haltestelle · Haltepunkt / Haltestelle · U-Bahn-Haltepunkt / Haltestelle |  | Gumpendorfer Straße               | Gumpendorfer Straße               |
| U-Bahn-Strecke nach links · Abzweig geradeaus, von links und von rechts · U-Bahn-Strecke nach rechts |  | Abzweigstelle Gumpendorfer Straße | Abzweigstelle Gumpendorfer Straße |
| Haltepunkt / Haltestelle |  | Mariahilfer Straße-Westbahnhof    | Mariahilfer Straße-Westbahnhof    |
| Haltepunkt / Haltestelle |  | Burggasse                         | Burggasse                         |
| Haltepunkt / Haltestelle |  | Josefstädter Straße               | Josefstädter Straße               |
| Haltepunkt / Haltestelle |  | Alser Straße                      | Alser Straße                      |
| Dienststation / Betriebs- oder Güterbahnhof |  | Betriebsbahnhof Michelbeuern      | Betriebsbahnhof Michelbeuern      |
| U-Bahn-Strecke von links · Abzweig geradeaus, nach links und nach rechts · U-Bahn-Strecke von rechts |  |                                   |                                   |
| U-Bahn-Strecke geradeaus · Strecke · U-Bahn-Haltepunkt / Haltestelle |  | Kreuzgasse                        | Kreuzgasse                        |
| U-Bahn-Strecke geradeaus · Strecke · U-Bahn-Haltepunkt / Haltestelle |  | Schopenhauerstraße                | Schopenhauerstraße                |
| U-Bahn-Haltepunkt / Haltestelle · Strecke · U-Bahn-Strecke |  | Severingasse                      | Severingasse                      |
| U-Bahn-Strecke nach links · Kreuzung mit U-Bahn geradeaus oben · U-Bahn-Strecke nach rechts |  |                                   |                                   |
| Haltepunkt / Haltestelle |  | Währinger Straße-Volksoper        | Währinger Straße-Volksoper        |
| Haltepunkt / Haltestelle |  | Nußdorfer Straße                  | Nußdorfer Straße                  |
| Abzweig geradeaus und nach links · Strecke von rechts |  |                                   |                                   |
| Haltepunkt / Haltestelle · Haltepunkt / Haltestelle |  | Heiligenstadt                     | Heiligenstadt                     |
| Strecke nach links · Strecke nach rechts |  |                                   |                                   |

Die Linie 18G der Wiener Verkehrsbetriebe (WVB), die bis 1942 noch unter Gemeinde Wien – städtische Straßenbahnen (WStB) firmierten, war eine circa elf Kilometer lange, kombinierte Straßenbahn- und Eisenbahn-Linie im Wiener Stadtgebiet. Sie gilt als frühe Form der Verknüpfung zwischen den beiden Verkehrsmitteln und verkehrte von 1925 bis 1945. Die Linie 18G verband die Wiener Straßenbahn mit der Wiener Elektrischen Stadtbahn, die ab 1925 beide vom gleichen Unternehmen betrieben wurden. Aufgrund des Systemwechsels bei der Station Gumpendorfer Straße galten für die mit Stadtbahnwagen der Typen N, n und n1 bediente Linie 18G eine ganze Reihe betrieblicher Besonderheiten, die aus den verschiedenen Vorschriften für Straßenbahnen beziehungsweise Eisenbahnen sowie örtlichen Gepflogenheiten resultierten.

## Beschreibung

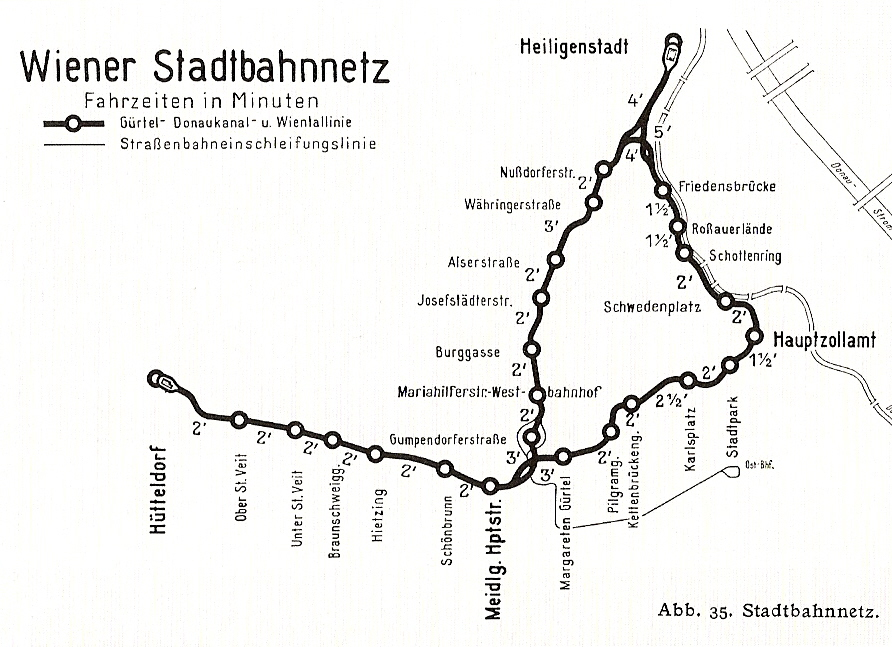
Stadtbahn-Streckenplan von 1937, die Linie 18G ist als Straßenbahneinschleifungslinie verzeichnet

Die auch Übergangslinie, Durchgangslinie, Straßenbahneinschleifungslinie, Einschleifungslinie oder Hybridlinie genannte Linie 18G begann am Süd- und Ostbahnhof auf dem damaligen Ghegaplatz. Von dort aus folgte sie, zunächst im öffentlichen Straßenraum, der Strecke der Straßenbahnlinien 18 und 118 auf dem Wiedner Gürtel, dem Margaretengürtel und dem Gumpendorfer Gürtel westwärts. An der Abzweigstelle Gumpendorfer Straße, rund 70 Meter nördlich der Otto Wagner‘schen Hochbahnstation gelegen, wechselte sie schließlich, nach circa vier Kilometern und damit etwas mehr als einem Drittel der Strecke, auf die sogenannte Gürtellinie der Stadtbahn. Die Einrichtung der Verknüpfung an dieser Stelle war günstig, weil die Gürtellinie dort aus Richtung Meidling-Hauptstraße kommend von einer Hochbahn zu einer Tiefbahn wechselt, und sich somit kurz auf Straßenniveau befindet. Für die Linie 18G mussten an diesem Nullpunkt des Stadtbahn-Einschnitts dessen Futtermauern auf rund 30 Metern Länge abgebrochen und derart neu aufgemauert werden, dass sie eine symmetrisch zur Stadtbahnachse liegende, trichterförmige Erweiterung bilden, wie dies zur Führung des Einfahrts- und Ausfahrtsgleises  erforderlich war.
Auf der Gürtellinie fuhr der 18G anschließend in nördliche Richtung, jetzt straßenunabhängig und ab der heutigen Station Thaliastraße wieder als Hochbahn auf den sogenannten Stadtbahnbögen trassiert, um nach knapp sieben weiteren Kilometern schließlich den Endbahnhof Heiligenstadt zu erreichen. Die Linienbezeichnung 18G ist somit eine Zusammensetzung aus der Straßenbahnliniennummer 18 und dem Linienbuchstaben G für die Gürtellinie. Als Kurs-Bezeichnungen wurden die bei der Stadtbahn üblichen Zugnummern verwendet. Hierbei waren den – anfänglich nur elf – Regelkursen der Linie 18G die Nummern 41, 43, 45, 47, 49, 51, 53, 55, 57, 59 und 61 zugeteilt. Ab dem 5. Juli 1927 waren es dann zwölf Kurse mit den Nummern 61 bis 72, wobei dieser Block bei Bedarf bis 77 erweitert wurde.
Insgesamt bediente die im Acht-Minuten-Takt verkehrende Linie 18G auf diese Weise 21 Stationen, wobei 14 im Straßenbahnnetz und sieben auf der Stadtbahnstrecke lagen. Das heißt, im Straßenbahnbereich war der mittlere Stationsabstand mit etwa 300 Metern deutlich geringer wie auf dem Stadtbahnabschnitt, wo er etwa einen Kilometer betrug. Dabei waren die Haltestellen auf der Stadtbahn Pflichthaltestellen, während im Straßenbahnnetz nur nach Bedarf gehalten wurde. Darüber hinaus konnte auf der signalgesicherten Stadtbahnstrecke, wo 40 km/h zulässig waren, schneller gefahren werden als beim Fahren auf Sicht im Straßenbahnnetz, bei dem die zulässige Höchstgeschwindigkeit nur 30 km/h betrug. Die Fahrzeit über die Gesamtstrecke betrug 35 Minuten im Jahr 1932 und 34 Minuten im Jahr 1941. Die Linie 18G profitierte ferner davon, dass ihr auch im Straßenbereich ein weitgehend separierter Gleiskörper zur Verfügung stand. So erreichte sie die sehr hohe mittlere Reisegeschwindigkeit von 16 km/h. Auf den Stadtbahn-Netzplänen war die Linie 18G anfangs schwarz gestrichelt aufgeführt, bevor sie zum 1. Dezember 1933 die Kennfarbe grün zugeteilt bekam.
Im Bereich des Verkehrsknotens Gumpendorfer Straße / Sechshauser Straße erfolgte der Fahrgastwechsel dabei noch beziehungsweise schon im Straßenraum, da die kreuzungsfreie Ein- und Ausfädelung ja erst etwas nördlich der Stadtbahnstation erfolgte. Im Systemwechselbereich befanden sich ferner zwei zweiflügelige Gittertore, diese sogenannten Gleistore wurden während der nächtlichen Betriebspause geschlossen. Obwohl ausschließlich Zweirichtungsfahrzeuge zum Einsatz kamen, fuhr die Linie 18G de facto bereits damals im Einrichtungsbetrieb, weil an beiden Endstationen Wendeschleifen zur Verfügung standen.

## Geschichte

### Hintergrund

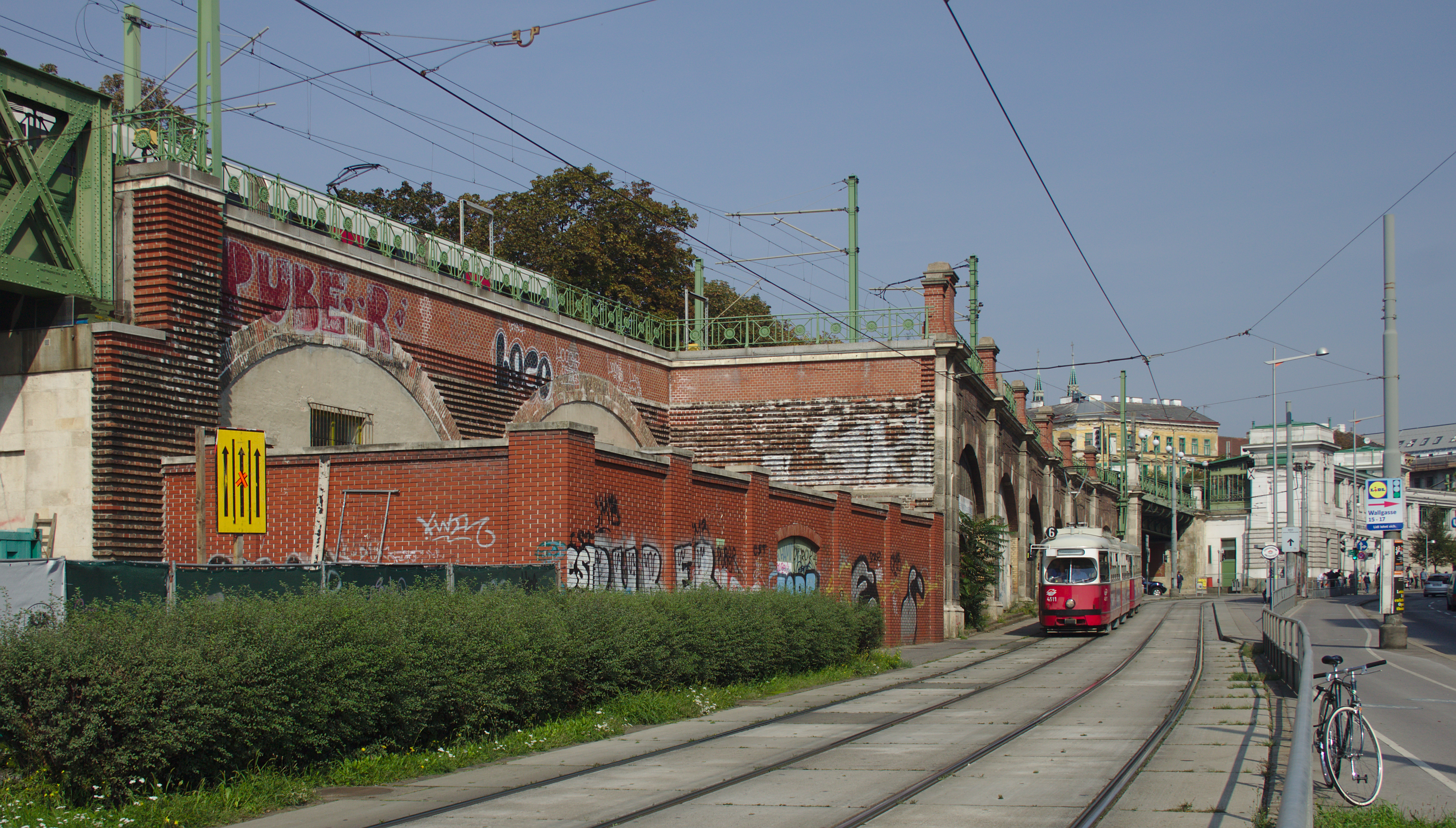
Als Bauvorleistung entstand zwischen den Stadtbahnbögen 4 und 5 ein Abzweig in östliche Richtung, im Hintergrund rechts die Station Gumpendorfer Straße. Die Linie 18G fuhr letztlich auf der Straßenbahnstrecke im Vordergrund weiter in Richtung Osten.

Bei der 1898 erfolgten Inbetriebnahme der Wiener Dampfstadtbahn durch die Commission für Verkehrsanlagen in Wien und die k.k. Staatsbahnen standen eher militärstrategische Überlegungen im Vordergrund. Die Verbesserung innerstädtischer Verkehrsbeziehungen spielte damals hingegen nur eine untergeordnete Rolle; die Absicht, eine Stadtbahnlinie auf einem Viadukt über den extra breiten Südgürtel zu führen, blieb unausgeführt. Sie hätte zunächst – wie die spätere Linie 18G – von der Gumpendorfer Straße aus über den Gaudenzdorfer Gürtel zum Bahnhof Matzleinsdorf geführt, von dort eventuell weiter über den Laaer Berg zur Ostbahn. Da die Hochbauten der wichtigeren Strecken wegen der von Otto Wagner geforderten architektonischen Qualität wesentlich teurer geraten waren als geplant, kam diese Strecke jedoch nicht mehr zur Ausführung.
Erst mit der Übernahme des Stadtbahnbetriebs durch die Stadt Wien ergab sich ab 1925 die Möglichkeit, diesen Geburtsfehler zumindest teilweise zu beheben. Der fortan praktizierte Einsatz von – nur geringfügig adaptierten – klassischen Straßenbahnfahrzeugen im Stadtbahnbetrieb erleichterte zudem das Vorhaben, Straßenbahn und Stadtbahn besser miteinander zu verzahnen. So gelang es mit der Linie 18G ab dem 20. Oktober 1925, die vier großen Kopfbahnhöfe Wiens umsteigefrei zu verbinden. Dies waren der Süd- und Ostbahnhof am Ghegaplatz, der Westbahnhof und der Franz-Josefs-Bahnhof am Endbahnhof Heiligenstadt. Doch obwohl es sich um eine sehr kundenfreundliche und technisch ausgereifte Lösung handelte, wurde sie damals arg kritisiert. Die Kritiker unterstellten der Gemeinde Wien sogar, sie hätten die Verbindung nur deswegen eingerichtet, damit der „rote“ Paradebezirk Favoriten auch etwas von der elektrischen Stadtbahn hätte.
Die Übergangslinie 18G begünstigte darüber hinaus auch das Umsteigen vom Gürtel nach der Unteren Wientallinie bei der Station Margaretengürtel und auf die Radiallinien der Straßenbahn, womit sich viele ganz neue Verkehrsbeziehungen eröffneten.
Letztlich blieb der 18G die einzige Kombinationslinie, ein zeitweise geplanter zweiter Systemwechsel im Bereich der Stadtbahnstation Hietzing – von wo aus auf Straßenbahngleisen weiter nach Mödling in Niederösterreich gefahren werden sollte – kam nicht mehr zu Stande. Unabhängig von der Linie 18G kamen Stadtbahnwagen vereinzelt aber schon ab 1926 auch im reinen Straßenbahnbetrieb zum Einsatz.

### Betriebliche Besonderheiten

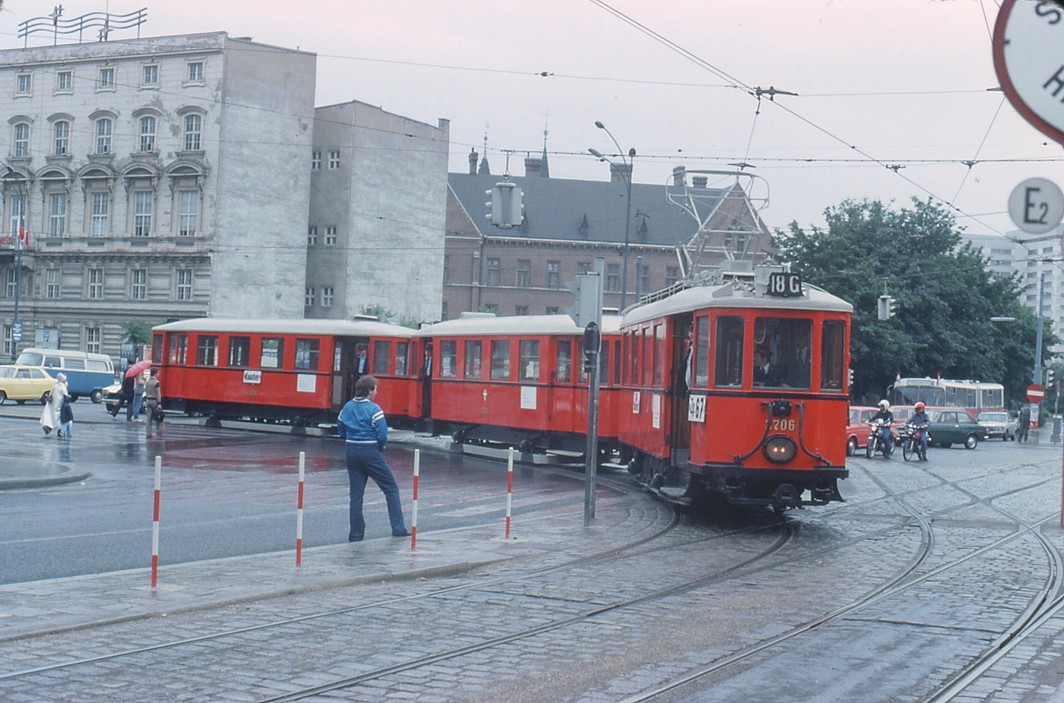
Als Linie 18G, Zugnummer 67, beschilderter Stadtbahn-Dreiwagenzug auf dem Schwarzenbergplatz, Ecke Lothringerstraße, anlässlich einer Sonderfahrt im Jahr 1978

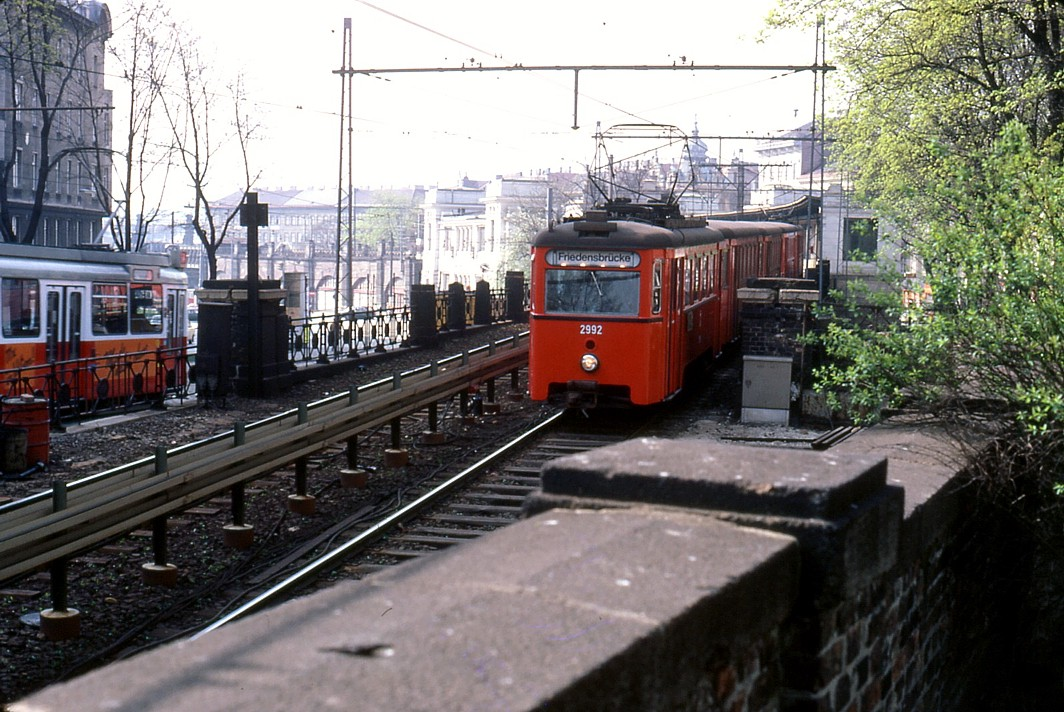
Die ehemalige Verknüpfung mit dem Straßenbahnnetz an der Gumpendorfer Straße, aufgenommen 1981: links im Bild wechselte die Linie 18G in den öffentlichen Straßenraum, am rechten Bildrand ist das damals noch vorhandene Gleistor am Ende der Auffahrtsrampe erkennbar

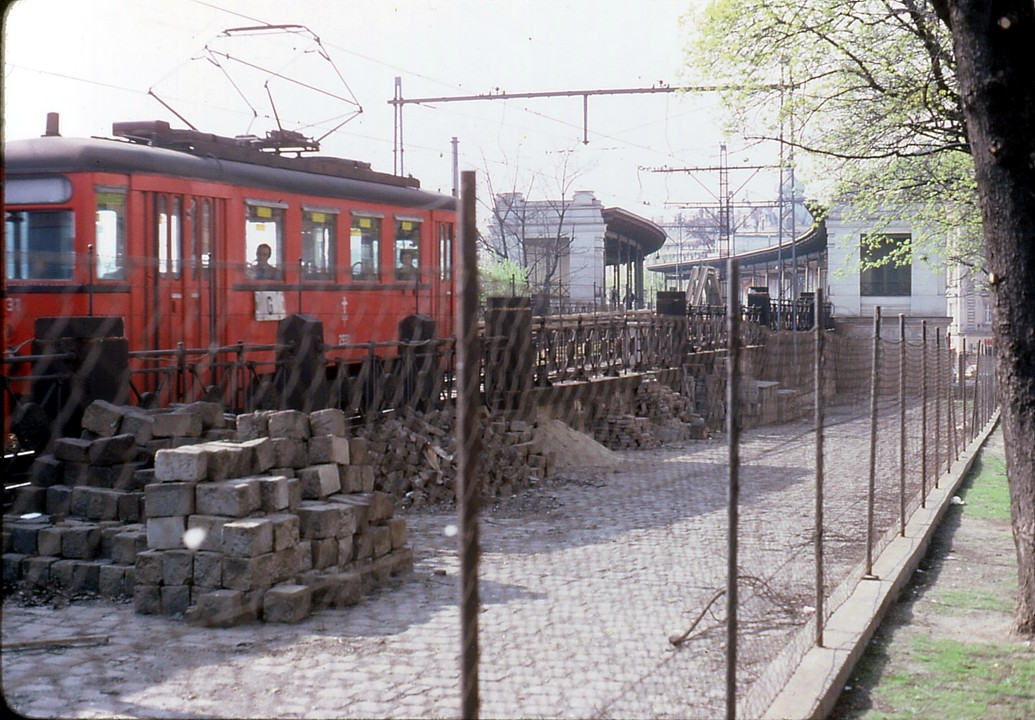
Detailansicht der Auffahrtsrampe Gumpendorfer Straße, das Gleis war 1981 bereits entfernt

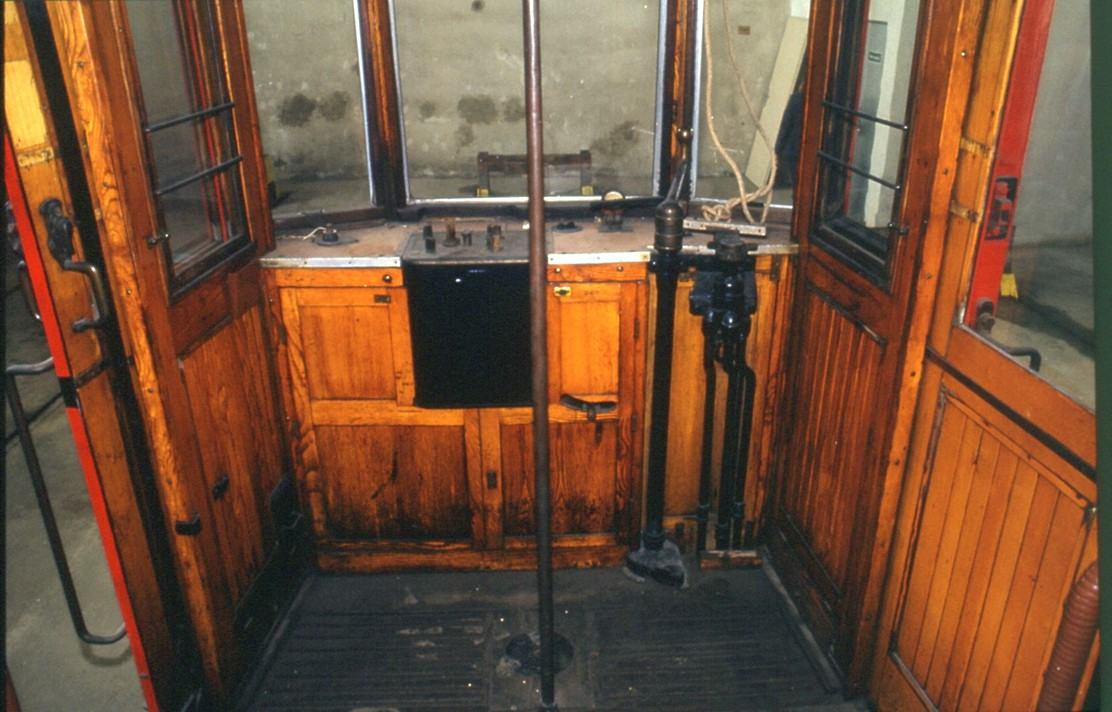
Führerstand eines Stadtbahnwagens mit entferntem Fahrersitz

Da auf der Stadtbahn stationär mittels örtlichem Personal und Bahnsteigsperren abgefertigt wurde, stiegen die Straßenbahnschaffner in Fahrtrichtung Heiligenstadt bereits vorzeitig an der Station Burggasse aus. Dort wechselten sie anschließend auf einen Gegenzug, als Expedit diente ihnen das Gebäude des ehemaligen Blockpostens 8 G am Bahnsteig 1. Ersatzweise stieg schon an der Haltestelle Gumpendorfer Straße ein Stadtbahn-Triebfahrzeugbegleiter ein und in Richtung Süd- und Ostbahnhof dort entsprechend wieder aus.
Des Weiteren musste der im Straßenbereich vorgeschriebene Fangkorb im Stadtbahnbereich fest arretiert sein, um Beschädigungen zu vermeiden. Dies geschah anfangs recht mühsam durch Überheben. Ab dem 31. März 1926 wurde er mit einem querverschiebbaren Riegel fixiert, der die Auslösestange des Fangkorbs festhielt. Zur Betätigung des Riegels diente ein Handgriff am linken vorderen Auftritt. Als Anzeige für die Verriegelung wurde eine rechteckige weiße Tafel sichtbar. Ab 29. Oktober 1926 gab es auch Triebwagen, bei denen die Fangkorbstellung vom Führerstand aus mit einem aufsteckbaren Umkehrhebel betätigt werden konnte.
Des Weiteren verkehrte die Linie 18G auf der Stadtbahnstrecke unter einer Fahrspannung von 750 Volt Gleichstrom, während es im Straßenbahnabschnitt damals nur 550 Volt waren – was eine entsprechend gedrosselte Motorleistung zur Folge hatte. Zudem mussten die Türen auf der Stadtbahnstrecke während der Fahrt geschlossen bleiben, während dies im Straßenbahnverkehr damals noch nicht zwingend vorgeschrieben war. Darauf wiesen spezielle Schilder mit folgendem Text hin:

„Auf der Stadtbahn Türen schließen! Nicht öffnen bevor der Wagen stillsteht!“

Ab dem 17. Jänner 1933 standen auch den Triebfahrzeugführern auf der Stadtbahn einfache Stecksitze in Sattelform zur Verfügung. Sitzende Lokomotivführer waren in den Führerständen vieler anderer elektrischer Eisenbahntriebfahrzeuge damals schon länger üblich. Im Gegensatz dazu musste aber, entsprechend den damaligen Vorschriften, im Straßenbahnbetrieb noch einige Jahre länger stehend gefahren werden. Die reinen Straßenbahnwagen erhielten in Wien erst ab 1941 Fahrersitze. Deshalb nahm bei der Linie 18G der aussteigende Triebfahrzeugbegleiter an der Gumpendorfer Straße – wo aus dem Triebfahrzeugführer nominell ein Straßenbahnfahrer wurde – aus Sicherheitsgründen einige Jahre lang den abnehmbaren Fahrersitz mit.
Für den Betrieb der Linie 18G war ferner ein Teil der Stadtbahnwagen außerhalb der zwei – ab 1927 drei – Stadtbahn-Betriebsbahnhöfe beheimatet. Dies betraf zunächst 20 N+n+n-Dreiwagenzüge, die ab dem 22. Dezember 1925 im Straßenbahn-Betriebsbahnhof Meidling in der Aßmayergasse 35 stationiert waren, der schließlich 1932 aufgelassen wurde. Ansonsten stellten die Stadtbahn-Betriebsbahnhöfe Heiligenstadt und Michelbeuern die Fahrzeuge der Linie.
Des Weiteren waren die Stadtbahnwagen nicht mit den im Wiener Straßenbahnverkehr üblichen Brustwandtafeln unter der Frontscheibe ausgestattet, dies galt auch für die Linie 18G. Analog zu den reinen Stadtbahnzügen besaßen auch die Triebwagen der Linie 18G seitlich Zugnummerntafeln, am ersten Beiwagen hing darüber hinaus ein Schild mit der Aufschrift Raucher. Außerdem waren die auf der Linie 18G eingesetzten Wagen durch ihre im April 1929 eingeführte rote Stadtbahnlackierung bereits von weitem von den rot-weißen Straßenbahnwagen zu unterscheiden.
Eine weitere Neuerung im Straßenbahnnetz stellten die Scherenstromabnehmer der Stadtbahnwagen dar, während die reinen Straßenbahnwagen noch bis nach dem Zweiten Weltkrieg ausschließlich mit Lyrabügeln fuhren. Auf der Stadtbahn durften ferner schon ab dem 6. September 1926 Hunde mitgenommen werden, während dies bei der Straßenbahn noch bis 1931 untersagt war. Ob diesbezüglich für die Linie 18G eine Sonderregelung bestand ist nicht überliefert. Nicht zuletzt mussten die Triebwagen für den Straßenbahnabschnitt Weichenstelleisen mitführen.
Die Einführung des neuen stadtweiten Zonen- und Sektorentarifs führte ab dem 1. Dezember 1933 auch noch zu einer tariflichen Besonderheit auf der Linie 18G. Denn der gleichzeitig eingeführte Kurzstreckentarif zu 20 Groschen galt generell nicht auf der Stadtbahn, auf der Linie18G war er demnach nur im Straßenbahnabschnitt gültig. Auf diesem konnten die vergünstigten Fahrkarten entweder auf der Teilstrecke Gumpendorfer Straße–Matzleinsdorfer Platz oder auf der Teilstrecke Matzleinsdorfer Platz–Süd- und Ostbahnhof genutzt werden.

### Kapazitätsprobleme an Sonn- und Feiertagen durch die begrenzte Zuglänge
Eine negative Folge des Mischbetriebs war die begrenzte Zuglänge bei der Linie 18G. Während auf den reinen Stadtbahnlinien vergleichsweise lange Züge aus bis zu neun Wagen – darunter bis zu drei Triebwagen in Mehrfachtraktion – fuhren, konnte die Linie 18G aufgrund der kürzeren Bahnsteige und den sonstigen Gepflogenheiten im Straßenbahnnetz nur mit maximal drei Wagen verkehren. In der Anfangszeit handelte es sich hierbei um einen N-Triebwagen und zwei n-Beiwagen, wobei sich letztere aufgrund ihres schweren Laufgestells für den Straßenbahnbetrieb als wenig geeignet erwiesen. Ab dem 19. April 1926 kamen daher auf der Linie 18G nur noch die leichteren n1-Beiwagen zum Einsatz. Die im reinen Stadtbahnbetrieb teilweise auch bei kurzen Dreiwagenzügen übliche Reihung Triebwagen–Beiwagen–Triebwagen fand im Mischverkehr hingegen keine Verwendung, das heißt im Straßenbahnnetz gab es damals generell noch keine Mehrfachtraktion.
Nachdem sich die elektrifizierte Stadtbahn als erfolgreicher als erwartet erwies, stießen die kurzen Züge der Linie 18G schnell an ihre Kapazitätsgrenze. Ursächlich hierfür war nicht zuletzt ein, ebenfalls am 20. Oktober 1925 eingeführter, Gemeinschaftstarif mit der Straßenbahn. Schon am 27. Oktober 1925 wurde daher ein Ansuchen an die zuständige Aufsichtsbehörde gestellt, auf der Linie 18G bei entsprechender Frequenz mit Fünf-Wagen-Zügen ins Straßenbahnnetz überwechseln zu dürfen. Am 6. November 1925 fand eine Versuchsfahrt eines solchen Zuges zwischen Idagasse, die seit 1936 Pater-Schwartz-Gasse heißt, und Süd- und Ostbahnhof statt. Daraufhin erteilten die Behörden der Gemeinde Wien – städtische Straßenbahnen eine probeweise Genehmigung für drei Monate. Aus nicht näher bekannten Gründen kam es jedoch zu keinem praktischen Einsatz solcher Züge. Alternativ wurde der Betrieb der Linie 18G ab dem 14. Feber 1926 an Sonn- und Feiertagen nachmittags zugunsten der Stadtbahnlinie G eingestellt, um den seinerzeit starken Ausflugsverkehr an arbeitsfreien Tagen bewältigen zu können.
Doch auch die samstäglichen Fußballspiele im Stadion Hohe Warte sorgten für Kapazitätsprobleme auf der Linie 18G. Hierzu fuhr sie ab dem 20. März 1926 mit Sechs-Wagen-Zügen in der Reihung Triebwagen–Beiwagen–Beiwagen–Triebwagen–Beiwagen–Beiwagen in Heiligenstadt los, die im Verbindungsgleis an der Gumpendorfer Straße in zwei Drei-Wagen-Züge aufgeteilt wurden und anschließend hintereinander weiter zum Süd- und Ostbahnhof fuhren. In der Gegenrichtung wurden die beiden kurzen Züge an der Idagasse, heute Pater-Schwartz-Gasse, wieder zu einem langen Zug vereinigt. Diese Betriebsform existierte bis 1934.
Erst mit dem Umbau des Signalsystems auf der Gürtellinie für eine minimale Zugfolge von 90 Sekunden konnte die Linie 18G ab dem 3. Oktober 1926 wieder an allen Wochentagen verkehren.

### Kurzführung bis Alser Straße (1927)

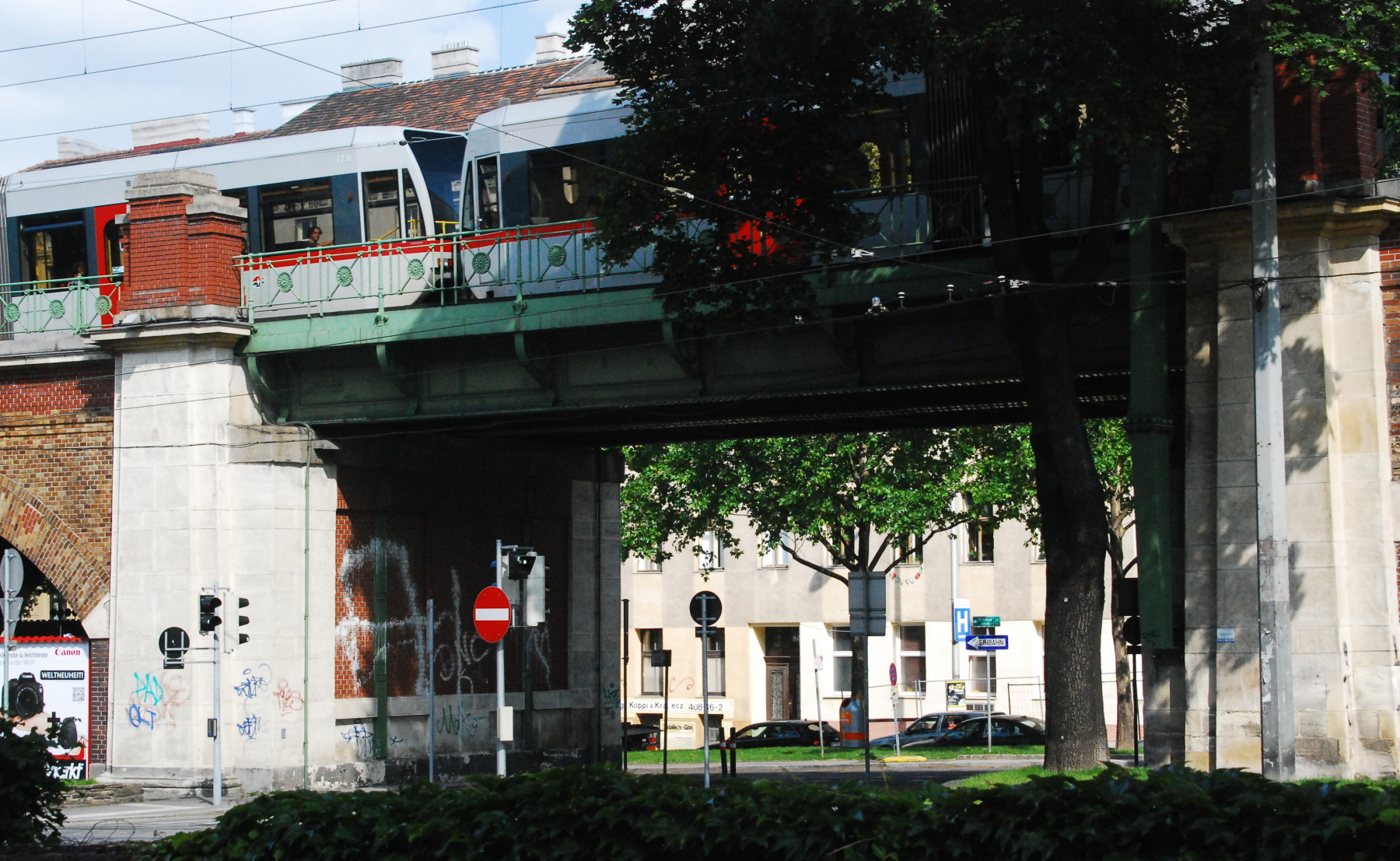
Durch die Unterführung Severingasse wechselten ab 1927 die kurzgeführten Züge der Linie 18G von der West- auf die Ostseite der Stadtbahn-Gürtellinie

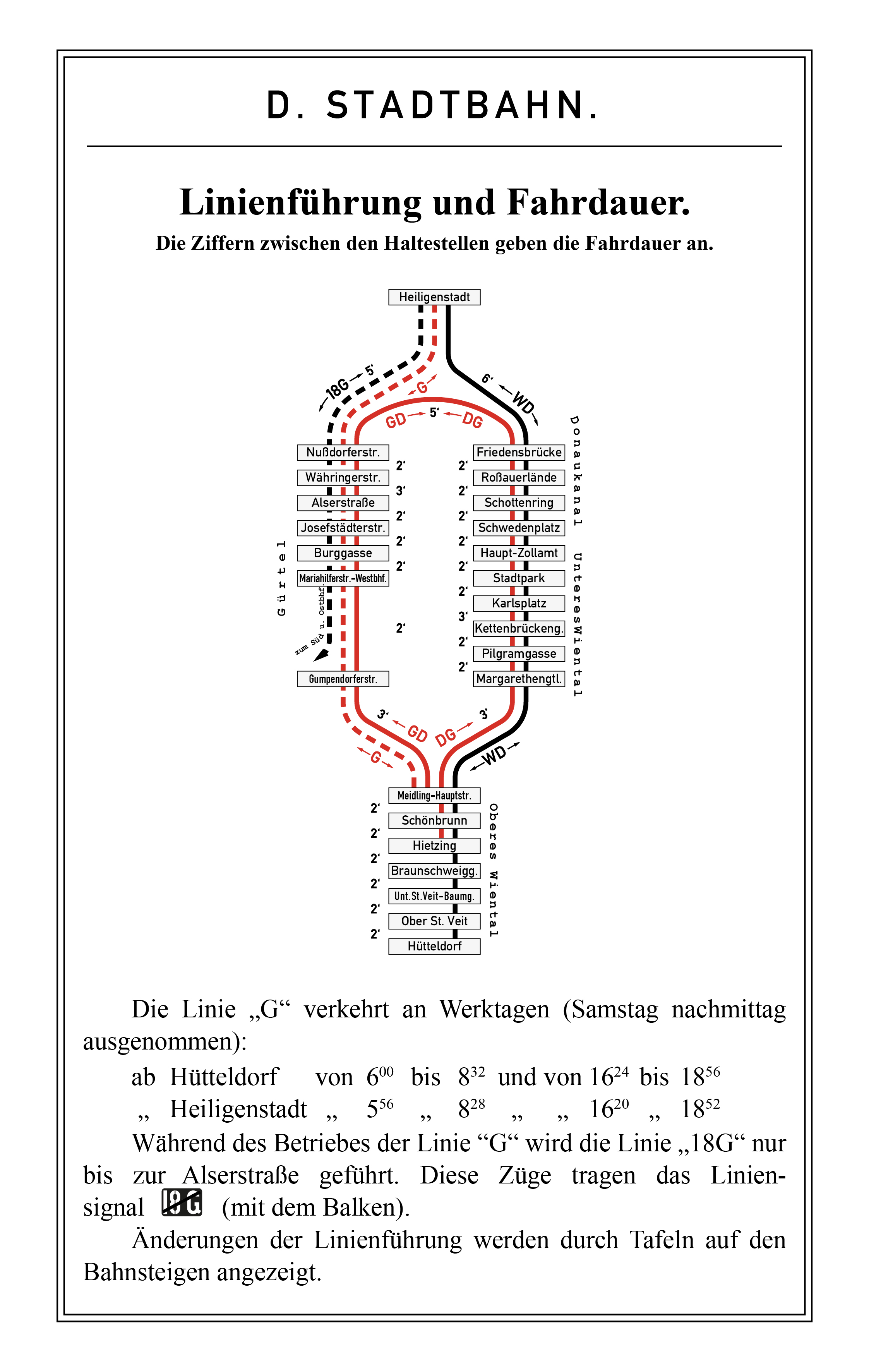
Linienplan von 1928 mit Hinweis auf die kurzgeführte Linie 18G

Die Linie 18G war von Beginn an beliebt. Bereits 1927 ergaben Zählungen, dass sie der Stadtbahn jährlich rund zehn Millionen Fahrgäste zuführte, die sonst zum großen Teil auf der parallel verlaufenden Straßenbahnlinie weiter gefahren wären. Doch führte dies auch in den werktäglichen Hauptverkehrszeiten zunehmend zu Kapazitätsproblemen. Deshalb fuhr die Linie 18G ab dem 5. Juli 1927 im Berufsverkehr nicht mehr nach Heiligenstadt, stattdessen war die Station Alser Straße der letzte Halt auf der Gürtellinie. Ersatzweise verkehrte wiederum die Stadtbahnlinie G nach Heiligenstadt. Nach der Alser Straße verließen die kurzgeführten Züge der Linie 18G beim Stadtbahn-Betriebsbahnhof Michelbeuern, wo hierfür an der Einmündung der Schumanngasse eine zusätzliche Überleitstelle zur Verfügung stand, die Stadtbahnstrecke und nutzten anschließend den öffentlichen Straßenraum zu einer Schleifenfahrt via Äußerer und Innerer Währinger Gürtel zurück zum Betriebsbahnhof Michelbeuern. Die Stadtbahnstrecke wurde dabei im Zuge der Unterführung auf Höhe der Schopenhauerstraße beziehungsweise der Severingasse unterquert, die Rückkehr ins Stadtbahnnetz erfolgte über eine weitere neue Rampe vom Inneren Währinger Gürtel aus, die sich auf Höhe der Markthalle Michelbeuern befand. Insgesamt standen der Linie 18G damit vier Verbindungsgleise mit einer Gesamtlänge von 892 Metern zur Verfügung:
- Stadtbahn > Straßenbahn bei der Gumpendorfer Straße: 188 Meter
- Straßenbahn > Stadtbahn bei der Gumpendorfer Straße: 148 Meter
- Stadtbahn > Straßenbahn bei der Schumanngasse: 116 Meter
- Straßenbahn > Stadtbahn bei der Severingasse: 440 Meter

Im Bereich der Schleifenfahrt in Michelbeuern, die mit Fahrgästen erfolgte, lagen die drei zusätzlichen Straßenbahnhaltestellen Kreuzgasse (feste Haltestelle), Schopenhauerstraße (nur Linie 18G) und Severingasse. An Letzterer fand auch der Endaufenthalt statt, obwohl die Züge mit „Alser Straße“ betafelt waren. Zu Zeiten der Kurzführung zur Severingasse, die mit einem gestrichenen Liniensignal gekennzeichnet war, blieben die Straßenbahnschaffner dabei durchgehend im Zug, unter anderem um die Hebelweiche am Gürtel zu bedienen. Trotzdem stieg an der Gumpendorfer Straße wie gewohnt der Stadtbahn-Triebfahrzeugbegleiter zu, womit das Zugpersonal bis zur Burggasse aus fünf Personen bestand. Bezüglich Fahrersitz und Fangkorb galten auch auf der Schleifenfahrt via Währinger Gürtel die gleichen Regeln wie im Abschnitt Süd- und Ostbahnhof–Gumpendorfer Straße.
Ein weiteres betriebliches Problem war das spezielle Radreifenprofil der Stadtbahnwagen. Schon nach relativ kurzer Zeit stellte sich heraus, dass dieses auf den Straßenbahnabschnitten im Bereich von Weichen und Kreuzungen Schwierigkeiten bereitete. Um die Abnützung zu verringern, stattete die WStB daher zwischen 1928 und 1935 die auf der Linie 118 eingesetzten Straßenbahngarnituren mit Stadtbahnradreifen aus. Außerdem betrug der Radreifeninnenabstand, das heißt die Aufkeilungsweite, bei der Stadtbahn 1380 und bei der Straßenbahn 1390 Millimeter.
In Folge der Umkonzessionierung der Gürtellinie von einer Hauptbahn in eine Kleinbahn verkehrte die Linie 18G ab 1. Juli 1934 auf ganzer Länge rechtlich als Straßenbahn.

### Nach dem „Anschluss“ Österreichs von 1938
Nach dem „Anschluss“ an das Deutsche Reich am 12. März 1938 wurde in der Nacht vom 18. auf den 19. September 1938 der Wiener Straßenverkehr und damit auch das Straßenbahnnetz von Links- auf Rechtsverkehr umgestellt. Die Wiener Stadtbahn blieb davon unberührt, wie viele andere österreichische Eisenbahnstrecken verkehrte sie noch viele weitere Jahrzehnte lang im gewohnten Linksverkehr.
Infolgedessen mussten die Züge der Linie 18G ab 1938 nicht mehr das jeweilige Gegengleis der Straßenbahn kreuzen, bevor sie in die Stadtbahnstrecke einfuhren (Äußerer Mariahilfer Gürtel) beziehungsweise kurz nachdem sie die Stadtbahnstrecke verließen (Innerer Mariahilfer Gürtel). Für die kurzgeführten Züge bis Severingasse, die im Verlauf einer Fahrt sogar zweimal ihre Fahrseite wechseln mussten, entfielen entsprechend die Gleiskreuzungen auf dem Äußeren Währinger Gürtel (nach Verlassen der Stadtbahnstrecke) beziehungsweise auf dem Inneren Währinger Gürtel (vor Wiedereinfahrt in die Stadtbahnstrecke) genau so wie die Gleiskreuzung an der Einmündung der Schopenhauerstraße in den Währinger Gürtel.
Eine weitere Folge des „Anschlusses“ war die Einführung der deutschen Straßenbahn-Bau- und Betriebsordnung (BOStrab), die am 1. April 1938 in Kraft trat und ab dem 1. Juli 1938 auch in Österreich galt. Eine direkte Folge davon war die Ausstattung der Triebwagen mit Fahrtrichtungsanzeigern ab dem 1. März 1939. Um Kosten zu sparen, bekamen von den insgesamt 180 Stadtbahntriebwagen jedoch nur die 25 Wagen mit den Nummern 2701–2706 und 2732–2750 solche. Außerdem verloren sie das schwere Vielfachkabel, das bei der Linie 18G lediglich zur Stromversorgung für die Beiwagenbeleuchtung diente. Stattdessen wurden einpolige, sogenannte Zürcher Lichtkupplungen eingebaut. Dies geschah analog auch bei insgesamt 75 n1-Beiwagen mit den Nummern 5701–5775, die somit ebenfalls nicht mehr auf den reinen Stadtbahnlinien zum Einsatz kommen konnten.
Im Gegenzug war die Mehrzahl der Stadtbahnwagen fortan nicht mehr freizügig im Straßenbahnnetz einsetzbar. Dies wiederum führte dazu, dass die nicht mehr im Mischverkehr eingesetzten Wagen ihre straßenbahntypischen Zusatzeinrichtungen wie Dachglocken, Glockenriemen, Tastgitter und Fangkörbe sukzessive verloren.

### Einstellung

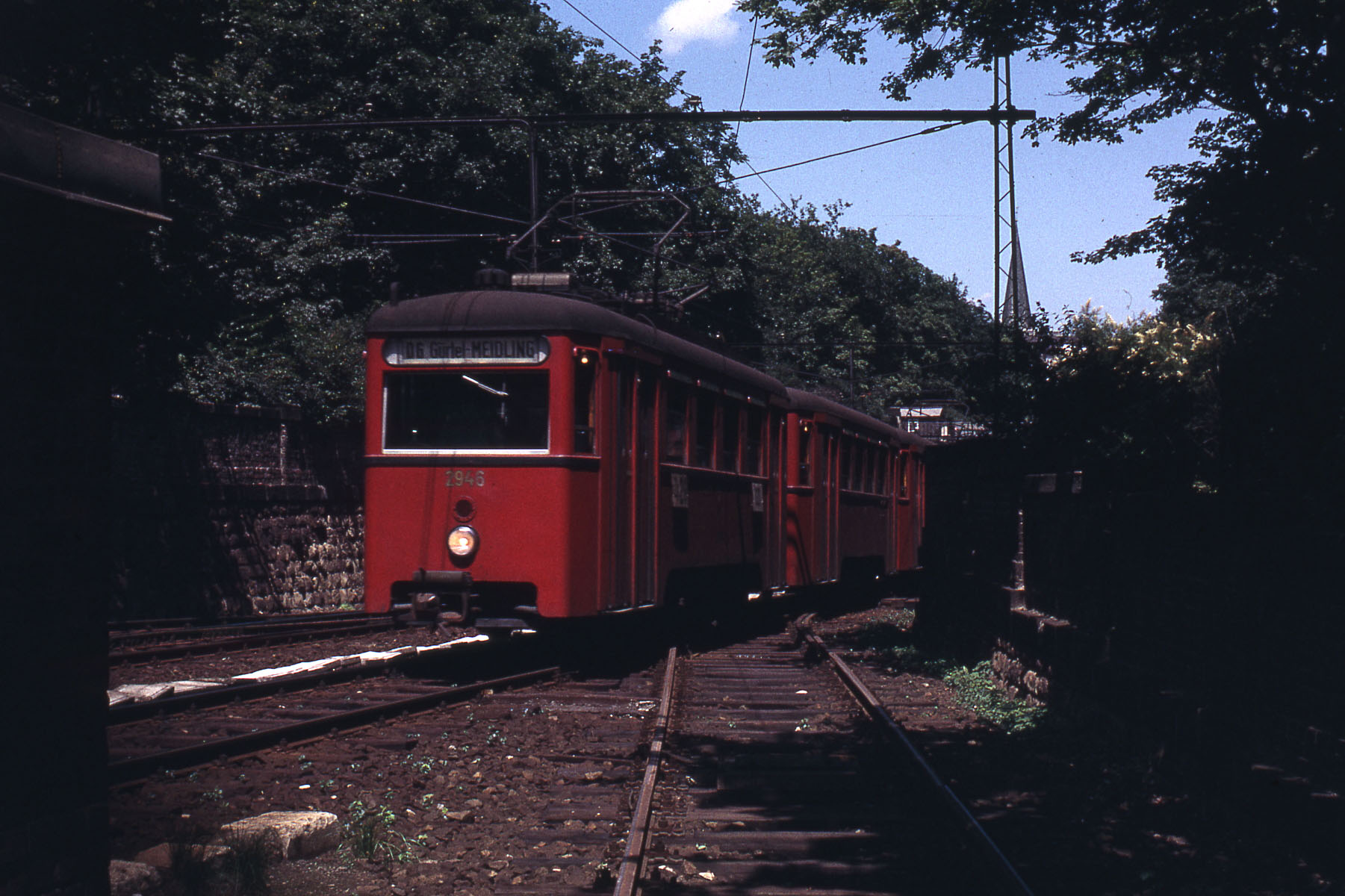
Das Verbindungsgleis bei der Gumpendorfer Straße 1965, dem Jahr seiner Auflassung

Infolge des Zweiten Weltkriegs konnte die Linie 18G schon ab dem 16. Juli 1944 teilweise nicht mehr zur Severingasse fahren, alternativ wendete sie schon im Betriebsbahnhof Michelbeuern. Ab dem 11. September 1944 kam es dann immer wieder vor, dass die Linie 18G gar nicht mehr auf die Stadtbahnstrecke fuhr, sondern zwischen der Schleife Marsanogasse beim Betriebsbahnhof Gürtel und dem Süd- und Ostbahnhof pendelte und dabei gänzlich im Straßenraum verblieb. Am 19. Feber 1945 musste sie dann komplett aufgelassen werden, bevor schließlich zum 7. April auch der restliche Stadtbahnbetrieb eingestellt wurde, nachdem die Straßenbahn schon seit dem 1. April nicht mehr fuhr.
Obwohl beide Verkehrsmittel ihren Betrieb recht bald wieder aufnahmen, die Straßenbahn am 28. April 1945 und die Stadtbahn am 27. Mai 1945, blieb die Linie 18G dauerhaft eingestellt. Dies hing unter anderem auch damit zusammen, dass zum einen die schwer kriegszerstörte Strecke nach Heiligenstadt erst 1954 wieder in Betrieb gehen konnte und zum anderen die ab 1954 in Dienst gestellten Neubauwagen der Typen N1 und n2 nicht mehr zum Übergang ins Straßenbahnnetz vorgesehen waren.
Die Gleisverbindung an der Gumpendorfer Straße war zwar – nach Beseitigung der Kriegsschäden – ab dem 19. November 1945 wieder verfügbar, diente fortan aber nur noch für innerbetriebliche Zwecke und entfiel schließlich mit der Schließung des dortigen Stellwerks am 2. August 1965 komplett. Schon im November 1948 ging außerdem das Verbindungsgleis bei der Severingasse und 1956 auch jenes bei der Schumanngasse außer Betrieb. Unabhängig davon waren aber noch bis zum 14. Juni 1968 Stadtbahngarnituren auf der Straßenbahnlinie 60 im Einsatz.
Die Verknüpfung beim Betriebsbahnhof Michelbeuern ist hingegen bis heute in Betrieb. Sie dient hauptsächlich dazu, die Fahrzeuge der U6 in die Hauptwerkstätte der Wiener Linien in Simmering überführen zu können. Hierzu besitzen die ausschließlich auf dieser Linie eingesetzten Triebwagen der Typen T und T1 als einzige Wiener U-Bahn-Fahrzeuge Fahrtrichtungsanzeiger.